# Gurgesiella
A Gurgesiella a porcos halak (Chondrichthyes) osztályának rájaalakúak (Rajiformes) rendjébe, ezen belül a Gurgesiellidae családjába tartozó névadó típusnem.

## Tudnivalók
A Gurgesiella-fajok előfordulási területe Dél-Amerika tengerpartjai mentén van; a Mexikói-öböltől kezdve, Brazília atlanti-óceáni partjáig, valamint a Csendes-óceán délkeleti részén. Ezek a porcos halak fajtól függően 50–53 centiméter közöttiek.

## Rendszerezés
A nembe az alábbi 3 élő faj tartozik:
- Gurgesiella atlantica (Bigelow & Schroeder, 1962)
- Gurgesiella dorsalifera McEachran & Compagno, 1980
- Gurgesiella furvescens de Buen, 1959 - típusfaj